# Ibrahim Bilali
Ibrahim Bilali (ur. 21 lipca 1965) – kenijski bokser wagi muszej. W 1984 roku na letnich igrzyskach olimpijskich w Los Angeles zdobył brązowy medal.